# Морска видра
Морската видра или кала́н (Enhydra lutris), в миналото известна и като морски бобър или камча́тски бобър е хищен морски бозайник от семейство порови, родственик на видрата. Морската видра е рядък вид, който обитава тихоокеанското крайбрежие на САЩ, Канада, Русия и Япония. Възрастните морски видри тежат между 14 и 45 kg, което ги прави най-едрите представители на семейство Порови, но за сметка на това са най-дребните морски бозайници.
Приема се, че морската видра има най-гъстата, топла и водоустойчива кожа в животинския свят, която, въпреки липсата на мастен слой, ѝ помага да поддържа температура от 38 градуса. Въпреки че може да ходи по сушата, морската видра прекарва почти целия си живот в океана. Морската видра е напълно морско животно, приспособено към живот във водата. Тя плува по гръб, докато се храни, използвайки коремчето си за маса, а когато спи, се увива във водорасли, за да не я отнесе течението.
Морските видри обитават предимно крайбрежните части на моретата, където се гмуркат за намиране на храна. Плячката включва морски безгръбначни като морски таралежи, мекотели, ракообразни, както и редица видове риба. Забелязана е употребата на камъни за разчупване на черупки и раздробяване на плячка, което прави морската видра един от малкото бозайници, използващи инструменти. В голяма част от ареала си е ключов вид, контролиращ популациите на други организми, като например морски таралежи. Хранителните навици на морската видра включват и видове храни използвани от хората, което често е причина за конкуренция между хората и видрите.
През XVIII-XIX век заради ценната си кожа, морската видра е била подложена на изтребление и днес е застрашен от изчезване вид. От първоначалната световна популация, изчислявана на 150 000 – 300 000 екземпляра, след изтребването на значителна част между 1741 и 1911 година, общата бройка на индивидите пада до около 1000 – 2000 в естествената им среда на обитание. Забраната за лов и търговия на морски видри, природозащитните усилия и редица програми за реинтродуциране на вида в места от историческия ареал, дават известни резултати и вида обитава около две трети от първоначалния си ареал.

## Таксономия
Морската видра е спомената за първи път в научната литература в бележките на Георг Стелер, датиращи от 1751 година, но е описана като биологичен вид за пръв път през 1758 г. от Карл Линей в десетото издание на неговия труд Sistema Naturae. Първоначалното латинско название на морската видра Lutra marina, претърпява редица преобразувания до 1922 г., когато окончателно се възприема латинското Enhydra lutris. Родовото име „енхидра“ произлиза от древногръцкото εν „във“ и ύδρα „вода“, означаващо „във водата“, и латинската дума lutris, означаваща „видра“.
Като синоним се среща и названието „морски бобър“, въпреки че морската видра е далечна роднина на бобъра.
| Латинско название | Директен превод   | Име на изследователя, година   |
| ----------------- | ----------------- | ------------------------------ |
| Lutra marina      | Видра морска      | Steller, 1751; Erxleben, 1777  |
| Mustela lutris    | Пор видров        | Linnaeus, 1758                 |
| Lutra gracilis    | Видра грациозна   | Bechstein, 1800                |
| Phoca lutris      | Тюлен видров      | Pallas, 1811 – 1831            |
| Pusa orientalis   | Тюлен ориенталски | Oken, 1816                     |
| Enhydra Stelleri  | Енхидра на Стелер | Fleming, 1822                  |
| Latax lutris      |                   | Gloger, 1827; Stejneger, 1898  |
| Lutra Stelleri    | Видра на Стелер   | Lesson, 1827                   |
| Enhydris lutris   | Енхидра видрова   | Lichtenstein, 1827             |
| Engydris marina   |                   | Brandt, 1880                   |
| Enhydra lutris    |                   | Съвременно общоприето название |

### Еволюция
Морската видра е най-тежкият представител на семейство Порови , което обединява тринадесетина вида видри, както и порове, язовци, норки и невестулки. Това, което отличава морската видра от останалите представители е липсата на околоанални жлези, отделящи течност с неприятна миризма, способността да прекарва целия си живот във водата , както и свързаното с начина ѝ на живот поведение – морската видра не изгражда укрития или бърлоги. Тя е единственият съвременен вид от рода Енхидра (Enhydra). Морската видра се различава дотолкова от останалите членове на семейството, че през 1982 г., редица учени изказват предположение за еволюционна близост с ушатите тюлени . Генетичните анализи показват, че морската видра и най-близките съвременни родственици като африканската петнистогърла видра (Hydrictis maculicollis), обикновената видра (Lutra lutra), капската видра (Aonyx capensis) и сивата видра (Aonyx cinerea) произлизат от общ предшественик, преди 5 милиона години .
Фосилните останки показват, че енхидрите остават изолирани в Северния Тих океан преди около 2 милиона години. Изолацията дава началото на два вида – изчезналият Enhydra macrodonta и съвременната морска видра Enhydra lutris . Морската видра се обособява като биологичен вид първоначално в северен Хокайдо и Русия, а по-късно се разпростира до Алеутските острови, Аляска и на юг към Западното крайбрежие на Северна Америка . В сравнение с китоподобните, сирените и тюлените, които влизат във водата преди 50 млн., 40 млн. и 20 млн. години респективно, морските видри се приспособяват към воден начин на живот сравнително късно в еволюцията . В някои отношения обаче, морските видри са по-пълно приспособени за живот в океана от сходните морски бозайници. Тюлените например раждат на сушата или леда, докато морските видри не напускат водата .

### Подвидове
Известни са три подвида, различаващи се по размери, зъбни характеристики и морфология на черепа.
- Обикновена морска видра, E. l. lutris (Linnaeus, 1758), срещаща се от Курилските острови до Командорските острови в западния Тих океан.[16] Известна е също като азиатска морска видра и представлява най-масивния подвид с широк череп и къси ноздри [25].
- Южна морска видра,[26] E. l. nereis (Merriam, 1904), обитаваща крайбрежието на централна Калифорния.[16] Нарича се още и калифорнийска морска видра. Притежава сравнително малък череп, дълги ноздри и малки зъби [25].
- Северна морска видра, E. l. kenyoni [27] (Wilson, 1991), може да се открие по бреговете на Аляска и тихоокеанското крайбрежие – от Алеутските острови до Британска Колумбия, Вашингтон и Орегон [25]. Сред изтребването на вида южно от Британска Колумбия в резултат на усилен улов, този подвид е реинтродуциран отново около остров Ванкувър и полуостров Олимпик [16].

## Физически характеристики
Морската видра е един от най-дребните морски бозайници . Теглото при мъжките варира между 22 и 45 kg, а дължината им е от 1,2 до 1,5 m. Женските екземпляри са по-малки, тежащи между 14 и 33 kg, а размерите им са между 1 и 1,4 m .
За разлика от повечето морски бозайници, морската видра не притежава подкожни тлъстини, а топлоизолацията на тялото се осъществява предимно от гъстата козина. Козината е най-гъстата сред всички бозайници. Притежава около 150 000 косъма на квадратен сантиметър . По структурата космената покривка на тялото се дели на два слоя – външен, съставен от дълги водонепроницаеми косми и вътрешен, с къси пухести косми. Външният слой служи за изолация от водата и предпазва долния слой от намокряне и по този начин ограничава загубите на топлина от тялото. Водонепропускливостта на космената покривка пряко зависи от нейната чистота и поради това морската видра полага особени грижи за нея. Добрата подвижност на гръбначния стълб и гъвкавата кожа позволяват на видрата до достигне всяка част от своето тяло с уста. Окраската на козината е обикновено кафява със сребристо-сиви петна, но е възможно да варира от жълтокафява до бледосиво-кафява, понякога и до черна. При възрастните екземпляри главата, областта около гърлото и гърдите придобиват по-светъл оттенък за разлика от останалата част на тялото .

### Анатомия
Морската видра е добре адаптирана за живот във водна среда. По форма на главата и общ строеж на тялото, напомня на обикновената речна видра. Въпреки това има и известни различия – морската видра има по-издължено и значително по-масивно телосложение, а като цяло тялото е с цилиндрична форма. Шията е къса и набита, докато главата е закръглена. Ушите са неголеми, а мустаците са дълги. Ноздрите и ушите могат да се затварят сравнително плътно .

#### Глава
Главата е закръглена, муцуната е леко притъпена към масивния нос, а горната устна подобно на повечето хищни бозайници е силно развита за сметка на долната. При повечето индивиди с напредване на възрастта, окраската на главата се сменя от кафява, до светлокафеникава или до почти бяла. Мустаците са дълги и представляват важен орган на осезанието. Те са бели на цвят и се разполагат по бузите на горната устна и над очите. Дължината на мустаците от бузите е между 50 и 70 mm, а на тези над очите – около 30 mm . Тилът почти винаги е с тъмно кафяв цвят. Челюстите на морската видра са мощни и добре развити, снабдени със силни дъвкателни мускули и приспособени за захапване и разкъсване на твърда храна. Мозъкът е добре развит.
|     | Нос         | Ухо |
|     |             |     |
|     |             |     |
| Око | Уста и зъби |     |
|     |             |     |

#### Зъби
Възрастните притежават 32 зъба, като кътниците са плоски и закръглени, предназначени да раздробяват, а не да разкъсват храната . Тюлените и морските видри са единствените хищници с два чифта резци на долната челюст, докато останалите притежават три . Зъбната формула при възрастните морски видри е следната:
| Зъбна формула |
| ------------- |
| 3.1.3.1       |
| 2.1.3.2       |

#### Крайници
Задните крайници до голяма степен обезпечават придвижването във водата. Те са дълги с широкосплеснати пети и широки плавателни ципи между пръстите. Петият пръст на задните крайници е най-дълъг, което улеснява плуването по гръб, но затруднява ходенето. Опашката е сравнително къса, дебела, мускулеста и леко приплесната. Предните лапи са къси със свиваеми нокти, а дланите са снабдени с жилави възглавнички за захващане на хлъзгава плячка .

#### Скелет
Устройството на скелета на морската видра придава на тялото висока гъвкавост. Гръбначният стълб се състои от 50 до 51 прешлена, от които 7 шийни, 14 гръдни, 6 поясни, 3 кръстни и 20 или 21 опашни. Гръдният кош се състои от 14 двойки ребрени кости, десет от които се свързани подвижно с гръдната кост, а останалите са плаващи. В отговор на намалената нужда от движение по земята при видрите ключицата се редуцира и напълно изчезва. Строежът на костите на крайниците също обезпечава висока гъвкавост. Бедрата са силно развити, с масивна голяма бедрена кост, а подбедрените кости са с голяма тибия и много малка фибула. Фалангите на пръстите са сравнително уплътнени. Понякога костите на морската видра са оцветени в бледо-виолетов цвят, възникнал в резултат на храненето с морски таралежи .
Черепът на морската видра е скъсен, с развити скулни дъги. Носните кухини са силно развити със сложна структура, възникнала в резултат на особеностите на дишането при гмуркане.

### Физиология
Дългите, силно чувствителни мустаци и предните лапи, помагат на морската видра при намирането на плячка в тъмни и мътни води . Изследователите са забелязали, че при челно приближаване към морските видри животните реагират много по-бързо ако вятъра е насрещен. Това показва, че обонянието е значително по-важно, отколкото зрението за сигнализиране при опасност . Други наблюдения показват, че зрението на морските видри е полезно както над, така и под вода, въпреки че не е толкова добро, колкото при тюлените . Слухът не се отличава с особена острота или слабост .
Морската видра има изключително ускорен метаболизъм, около два до три пъти по-бърз от този на бозайник със същите размери, обитаващ сушата. Това се дължи на компенсацията на тялото в резултат на загубата на телесна топлина в студената вода, която обитават. Изчислено е, че необходимите калории се набавят с ежедневна консумация на храна в рамките на около 25 – 38% от телесната им маса . Храносмилателната ефективност на морската видра е от порядъка на 80 до 85% , като погълната храна престоява около три часа в храносмилателната ѝ система . Повечето от нуждите от вода се покриват от извличането ѝ от храната. За разлика от останалите морски бозайници видрата има възможност да пие и морска вода. Сравнително големите бъбреци позволяват преработката на солената вода посредством изхвърлянето на излишното количество сол с урината.

### Начин на придвижване
Морската видра се оттласква във водата, като движи предимно задната част на тялото си, включително опашката и задните лапи с движения нагоре и надолу . Тя е в състояние да се придвижва със скорост от порядъка на 9 km/h . Когато е под вода, тялото е издължено торпедовидно, при което предните крайници са прилепнали плътно към гърдите . Когато е на повърхността, обикновено плува по гръб, като поклаща задните крайници и опашката настрани . В състояние на покой четирите крайника често са свити към тялото. Това се прави от тях с цел запазване на телесната топлина в студени дни, докато в топли дни те потапят задните си лапи във водата за да се охлаждат. Тялото на морската видра има висока плаваемост. Тя се дължи на високия капацитет на белите дробове, който е около 2,5 пъти по-голям от този на останалите сухоземни бозайници , както и благодарение на въздуха в козината. Морската видра се придвижва с тромава клатушкаща се походка на сушата; може да тича, но с известно затруднение .

## Поведение
Морската видра е дневно животно. Храни се сутрин, около час преди изгрева на слънцето, след което си почива или спи през деня . Следобедно време започва отново да търси храна, като до залез слънце се храни още веднъж . Понякога ловува и около полунощ . Женските с малки се хранят предимно през нощта . Между 24 и 60% от времето през деня, морската видра прекарва в търсене на храна, като това зависи от наличието на плячка в околността .
През голяма част от деня морската видра полага грижи за козината си, като се чисти, реше, изстисква излишната вода от космите си и дори обдухва въздух към долните слоеве на козината си. За наблюдателите тези поведенчески реакции приличат на чесане и премахване на паразити, но е известно, че морските видри нямат въшки или други паразити по козината си . След като се нахрани, морската видра се върти във водата, за да измие остатъците от храна по козината си.

### Търсене на храна
Морската видра ловува с кратки гмуркания, често до самото морско дъно. Въпреки че е в състояние да задържи дъха си за около пет минути , гмурканията най-често продължават до около минута . Тя е единственият морски бозайник, способен да повдига и премества големи подводни камъни със своите лапи, което често прави при търсене на храна. Често събира охлюви от морските водорасли или търси миди в тинята. Тя е единственият морски бозайник, който улавя риба с помощта на предните си лапи, а не със зъбите си .
Морските видри притежават подвижна кожа под мишниците, по протежение на гръдния кош, която играе ролята на временна „торба“ за събиране на храна. Най-често това е от лявата страна на животното, където морската видра събира своята храна по време на гмуркане . Когато излезе на повърхността морската видра, плувайки по гръб методично започва да се храни като изважда храна от „торбата“, раздробява я с предните си лапи и я поднася към устата си. Морската видра може да раздроби със зъби черупките на малки миди, но при големите е необходима и помощта на лапите за отваряне на черупката . Използват се долните резци за достъп до плътта на мидата . Когато се храни с морски таралежи, покрити с бодли, морската видра прехапва долната част на животното, където бодлите са сравнително къси и поглъща меката сърцевина .
Морските видри използват камъни когато ловуват, което ги прави едни от малкото бозайници, използващи инструменти . За отварянето на твърди черупки, морските видри удрят плячката си върху камък положен на гърдите. За раздробяването на черупки на морски охлюви, също често биват използвани камъни .

### Хранене
Морските видри използват около 100 различни вида храна. В по-голямата част от ареала, диетата се състои изключително от морски безгръбначни, като морски таралежи, миди, морски охлюви и други мекотели, както и ракообразни . Размерът на плячката варира от дребни миди до гигантски октоподи . Където има изобилие на хранителни ресурси, морските видри подбират по-големите екземпляри , като например в Калифорния е забелязано, че видрите игнорират миди с размери под 7 cm .
В някои северни части от ареала, морските видри се хранят и с риба. Изследвания през 60-те години на 20 век около остров Амчитка показват, че около 50% от съдържанието на храна в стомасите на морски видри е било риба. Видовете риба са предимно придънни и бавнодвижещи, като Hemilepidotus hemilepidotus и представители на семейство Tetraodontidae . За разлика от това, в южните части на ареала, например около северноамериканското крайбрежие, рибата заема незначителна част от порциона на морската видра . Въпреки популярните изображения, морските видри не се хранят с морски звезди, както и с морски водорасли . Ако случайно погълнат морски водорасли, те остават несмляни и се изхвърлят от храносмилателната система .
Индивидите населяващи определена област, често се различават в методите за събиране на храна и вида на консумираната плячка . Диетата на някои местни популации често се променя с времето. Това се дължи на множество фактори сред които унищожаването на значителни количества от предпочитаемата храна в района, наличието на риболовни стопанства в района и други . Морските видри са в състояние да намалят значително броя на морските охлюви в областта на обитание, с изключение на дълбоко разположените индивиди , но никога не унищожават напълно биологичен вид . През 2007 година, проучване в Калифорния, показва, че в области където има недостиг на храна, морските видри консумират разнообразна плячка, но диетата на отделните индивиди е значително по-специфична, отколкото в области където храната е в изобилие .

### Социален живот
Въпреки че възрастните индивиди и независимите малки ловуват самостоятелно, морските видри имат социално поведение. Индивиди от един пол, често се събират на групи, плувайки на повърхността и придържайки се един за друг, под формата на обща маса. Такива групи наброяват между 10 и 100 животни, като мъжките формации, по правило са по-големи от женските . Най-голямата забелязвана подобна група животни, е наброявала около 2000 морски видри . Доста често морските видри се завиват и с водорасли, за да не ги отнесе течението .
Морските видри са териториални животни през голяма част от годината. Ако мъжките поддържат територията си в област, предпочитана от женски, то те имат преимущество в избора на партньор . Тъй като есента е разцвета на размножителния сезон, мъжките защитават територията си от ранна пролет до настъпването на есента . В този период, мъжкарите патрулират в границите на своята територия и прогонват нашественици , въпреки че действителни битки са рядкост . Възрастните женски се придвижват свободно в териториите на мъжките и често се случва да ги превъзхождат числено средно пет пъти . Мъжките, които не притежават територия, се събират на групи единствено от мъжки  и така плуват в територията на женските до намирането на брачен партньор .
Морските видри са способни да издават редица звуци. Плачът на новородените често е сравним с крясъка на чайка . Женските гукат при задоволство, а мъжките по-скоро грухтят . Уплашените или стресирани възрастни екземпляри могат да свирят, съскат и при изключителни обстоятелства могат да пищят .
Въпреки че морските видри могат да играят заедно и да имат някакво социално поведение, те не се възприемат за истински социални животни . Голяма част от времето си прекарват поединично, като възрастните се събират предимно при лов, размножаване или защита .

### Размножаване и развитие
Морските видри са полигинни животни – мъжките имат няколко женски партньора. Временни брачни двойки обаче се формират едва за няколко дена – в периода когато женската е в еструс до самия акт на копулация. Половият акт се извършва във водата и често е груб – мъжките захапват ноздрите на женските, което често оставя белези, а понякога натискат и главата на женската под вода . Известни са случай на смърт на женски, в резултат на инфекция от рани при брачна игра .
Женските раждат през цялата година, като пикът е между май и юни при северните популации, или между януари и март при в южните чести на ареала . Бременността, може да продължава от четири до дванадесет месеца, а видът е способен и на късна маточна имплантация , което е причина за голямата вариация в периода на раждане. В Калифорния, морските видри се размножават всяка година, което е около два пъти по-често отколкото в популацията от Аляска .
Раждането, обикновено става във водата, като женските дават живот на едно малко с размери от 1,4 до 2,3 kg . Близнаци са сравнително редки, едва при 2% от бременностите, но дори тогава само едно от двете малки оцелява . При раждането очите на малките са отворени, видими са десет зъба, а тялото е покрито с дебела покривка от бебешка кожа . Майките облизват новородените в продължение на часове, като сресват козината им, вдухвайки въздух. Това продължава докато малкото е в състояние да плува на повърхността, без да потъва в резултат на пухкавата си изолация . Бебешката кожа се сменя след около тринадесет седмици .
Кърменето продължава от шест до осем месеца в калифорнийската популация, и около четири до дванадесет месеца в Аляска, като майката започва да захранва малкото с част от улова си след първия или втория месец . Женските имат двойка зърна, разположени в коремната област . Млякото на морската видра е богато на мазнини подобно на останалите морски бозайници и за разлика от останалите порови .
Малките, под закрилата на майка си, се учат да плуват и гмуркат в продължение на няколко седмици преди да са в състояние да достигат дъното. Първите обекти, които изваждат на повърхността са предимно ярко оцветени и с ниска хранителна стойност . Сравнителна самостоятелност малките получават след шест до осем месеца, като това може да стане по-рано ако майката не е в състояние да намира достатъчно храна , но е възможно кърменето да продължи дори до достигане на зряла възраст . Детската смъртност е висока, с връх през първата зима от живота на малките. Счита се, че 25% от новородените успяват да преживеят първата си година , но малките родени от опитни майки имат по-висок шанс за оцеляване .
Женските полагат огромни грижи за поколението от храненето на новородените до обучението, като понякога осиновяват и малки-сирачета . Майките често държат малките върху корема си, далеч от студените води, като ги чистят и сресват козината им . Когато търсят храна, женските оставят своите малки да плуват по повърхността, като понякога ги увиват с морски водорасли, за да не ги отнесе течението . Ако малкото не спи, често издава звуци докато майката не се завърне . Ако малкото не успее да преживее, понякога майката го носи дни след смъртта му, преди да го изостави .
Женските стават полово зрели на възраст от три до четири години, докато при мъжките този период настъпва едва през петата година . Въпреки това, потомство мъжките оставят едва няколко години след достигане на полова зрялост . Има сведения за мъжки, способни да дадат поколение на възраст 19 години .
В естествената им среда морските видри достигат максимална възраст от 23 години , а средната възраст за мъжките е между 10 и 15 години, а за женските между 15 и 20 години . Няколко индивида в плен са успели да надминат 20 години, а женски екземпляр в аквариума в Сиатъл е достигнал възраст от 28 години . Като една от възможните причини за преждевременна смърт в естествената им среда се сочат проблеми с износването на зъбите .

## Местообитание и разпространение
Морските видри обитават крайбрежните води с дълбочина между 15 и 23 m , като не се отдалечават на повече от километър от брега . Най-често могат да бъдат забелязани в области защитени от силни ветрове, като скалисти плажове, гъсти водораслени колонии или бариерни рифове . Предпочитат морски дъна, покрити с камъни, но понякога морските видри населяват области, където дъното е покрито с тиня или пясък . Северната граница на ареала е ограничена от полярните ледове, като се счита, че морската видра може да оцелее в умерено заледени води, но не и във вечно заледени региони . Отделните индивиди населяват територия от не повече от няколко километра, която не напускат през цялата година .
Световната популация на морската видра някога е била от порядъка на 150 000 до 300 000 индивида , разположена в дъга в Северния Тих океан между Северна Япония до централно Мексико. През 1740 година започва търговия с кожи на морски видри, което става причината за масов лов и впоследствие води до редуциране на световната популация до 1000 – 2000 екземпляра в около 13 колонии. Към 2009 година числеността на морските видри постепенно се покачва, като вида заема около две трети от първоначалния си ареал. В някои от съвременните местообитания има подобрение и стабилизиране на локалните популации, докато в други вида остава критично застрашен. Морските видри имат стабилни популации по протежение на руската брегова ивица, Аляска, Британска Колумбия, Вашингтон и Калифорния, като има и съобщения за успешна реколонизация на Мексико и Япония . Приблизителните оценки за големината на световната популация между 2004 и 2007 година сочат общ брой от около 107 000 морски видри .

### Русия
Руската популация на морската видра е относително стабилна и обитава относително постоянен и сигурен ареал . Преди XIX век, морските видри около Курилските острови са наброявали около 20 000 – 25 000, в допълнение към популациите от полуостров Камчатка и от Командорските острови. След годините на големия лов, числеността в тези области пада на около 750 индивида . Към 2004 година, морските видри възстановяват първоначалните си местообитания и се счита, че наброяват около 27 000. В това число 19 000 обитават Курилските острови, 2000 – 3500 са около Камчатка и около 5000 – 5500 край Командорските острови . Естественият прираст на популацията започва да намалява, което показва скорошно достигане на максимален размер .

### Аляска
Аляска е сърцевината на ареала на морската видра. През 1973 година, популацията в Аляска е наброява около 100 000 до 125 000 индивида . Към 2006 година обаче, числеността на индивидите намалява до към 73 000 . Огромната разлика се дължи на спад в популацията на морски видри, обитаващи Алеутските острови. Причините за този спад не са достатъчно ясни, но се предполага, че косатките в областта ловуват морски видри и ограничават растежа на тази локална популация . Като допълнителна причина за намаляването на броя на морските видри в Аляска е екологичната катастрофа около пролива Принц Уилям, причинена от нефтен разлив и довела до измирането на хиляди морски видри през 1989.

### Британска Колумбия и Вашингтон
Южно от Аляска, по протежение на северноамериканското крайбрежие, ареала на морските видри е накъсан на отделни области. Между 1969 и 1972, общо 89 морски видри са пренесени от Аляска до западните части на остров Ванкувър в Британска Колумбия. Те формират стабилна и нарастваща популация, която към 2004 година възлиза на около 3000 индивида, разположени между Тофино и Кейп Скот . През 1989, отделна колония е забелязана по бреговете на централна Британска Колумбия. Не е известно дали тази колония, наброяваща около 300 индивида, не е формирана от изкуствено пренесените морски видри или това са оцелели екземпляри от периода на търговията с кожи .
Между 1969 и 1970, 59 екземпляра са пренесени от остров Амчитка до бреговете на щата Вашингтон. Ежегодни проучвания между 2000 и 2004 година изчисляват размер на популацията между 504 и 743 индивида, в областта около полуостров Олимпик .
В Британска Колумбия и Вашингтон, морските видри се разполагат предимно в далечина от морските брегове, въпреки че понякога се приближават на около 2 метра от бреговата ивица. Съобщенията за морски видри около островите Сан Хуан и Пъджет Саунд, почти винаги касаят появата на друг биологичен вид – Канадска видра (Lontra canadensis). Въпреки това, има документирани наблюдения на морски видри именно в тези области, датиращи от средата на 1990-те .

### Калифорния
Проучване върху морските видри в Калифорния през пролетта на 2007 година, сочи общ брой на популацията около централното калифорнийско крайбрежие от 3026 индивида, което е значително по-малко от първоначалната популация от 16 000 преди големия лов. Калифорнийските морски видри са преки наследници на колония от около 50 индивида от подвида южна морска видра, открити през 1938 година около Биг Сър . Настоящият ареал включва областта южно от Сан Франциско до окръг Санта Барбара . През 80-те години на 20 век, Службата за рибни ресурси и дива природа на САЩ пренася около 140 калифорнийски видри до остров Сан Николас в южна Калифорния в опит за създаване на резервна популация в случай на екологична катастрофа с основната популация. За изненада на биолозите, новата популация около Сан Николас се стопява изключително бързо, тъй като голяма част от животните мигрират обратно в стария си ареал . Към 2005 г. Около 30 морски видри обитават Сан Николас , радващи се на обилни ресурси.
Когато службата за рибни ресурси и дива природа на САЩ създава програмата за изкуствено развъждане на морски видри, се планува и така нареченото зонално управление на калифорнийската популация. За неутрализиране на конкуренцията между морските видри и рибните стопанства, се създава „зона без морски видри“ заемаща територията от Пойнт Консепшън до Мексиканския залив. В тази зона само остров Сан Николас се определя за ареал на морската видра, като всички животни извън този ареал би трябвало да се пленяват и пускат обратно на свобода. Тази програма постепенно бива изоставена като непрактична, поради факта, че стотици морски видри нарушават определената граница . След известни дискусии и обществени обсъждания се очаква решение за съдбата на цялата програма.

### Орегон
Последната морска видра, естествено населяваща крайбрежието на щата Орегон е убита през 1906 година. Между 1970 и 1971 година, общо 95 морски видри са пренесени от остров Амчитка и изкуствено интродуцирани по протежение на южното крайбрежие на Орегон. Тази операция, бележи неуспех и скоро морските видри изчезват от областта .
През 2004 г., самотен мъжкар се заселва край бреговете на Кейп Араго за около шест месеца. Предполага се, че екземплярът е дошъл от колонията във Вашингтон, а след морска буря повече не е забелязван .
За последен път морска видра е наблюдавана около бреговете на Орегон на 18 февруари 2009 година около Дипо Бей, Орегон. Забелязан е единичен мъжки индивид, най-вероятно дошъл от Калифорния или Вашингтон .

## Роля в екосистемите

### Неприятели
Морските видри имат редица неприятели в лицето на косатките и морските лъвове. Белоглавите орли нападат малките директно във водата . По бреговете на Калифорния, нападения на акули, в частност на големи бели акули, са причина за около 10% от жертвите сред морските видри и са един от факторите за това, популацията да не се развива на север . Мъртви морски видри са намирани със смъртоносни рани, причинени от акули, но липсват преки доказателства за това, че акулите се хранят с морски видри .

## Здравни проблеми
Едни от най-често срещаните заболявания при морските видри са паразитните инвазии. Бодлоглавите червеи са основните причинители на смърт сред видрите в резултат на перитонит предизвикан от миграцията на ларвите през червата. Основните причинители са от родовете Corynosoma и Polymorphus. Инвазират се предимно млади мъжки екземпляри с по-нисък статус в групата. Причина за това е, че консумират по-ниско калорични крабове от род Emerita. Те обаче са междинен гостоприемник на паразитите и след консумация се инвазират с множество малки ларви.
Други актуални заболявания при видрите се причиняват от едноклетъчните протозои. Най-честият причинител е Sarcocystis neurona предизвикващ енцефаломиелит и менингоенцефалит. За първи път заболяването е диагностицирано през 1992 г. при аутопсия на мъртва южна морска видра. През следващите осем години това заболяване е наблюдавано при 8,5% от аутопсираните видри от този подвид.
Друго заболяване е зоонозата токсоплазмоза причинявана от Toxoplasma gondii. Често заболяването протича като смесена инфекция заедно със Sarcocystis neurona. Краен гостоприемник на причинителя са домашни и диви видове котки. Предполага се, че видрите се заразяват след консумация на безгръбначни филтриращи замърсена вода, отделена от градската канализация.

## Взаимоотношения с хората

### Търговия с кожи
Археологически находки от ареала на морската видра показват, че хората са ловували морски видри в продължение на хиляди години . Но едва в началото на 18 век, започва усилен лов, който води до унищожаването на около милион морски видри. Тогава ловци и търговци на кожи, пристигат от целия свят за да задоволят нарасналото търсене на кожи на морски видри, които са едни от най-ценните в световен мащаб .
През началото на 18 век, руснаците започват да ловуват морски видри около Курилските острови и ги продават на Китай . Приблизително по същото време, Русия започва проучванията на северния Тих океан и като част от тях е експедицията на Витус Беринг за картографиране на Арктическото крайбрежие и намирането на нови маршрути от Сибир към Северна Америка . През 1741 година, на второто си пътешествие, Беринг корабокрушира около Беринговия остров, който е част от Командорските острови. На това място голяма част от екипажа умира , но оцелелите, сред които е и натуралиста Георг Стелер, забелязват морски видри. През останалата част от зимата, оцелелите моряци ловуват морски видри и запазват техните кожи . При завръщането си от Сибир, те разполагат с около 1000 кожи, които успяват да продадат на високи цени. . Това дава началото на така наречения „Голям лов“, който продължава около стотина години.
Руските експедиции за лов на кожи, започват да стопяват популацията на морската видра около Командорските острови и през 1745 година ловците се преместват към Алеутските острови. Първоначално руснаците търгуват с алеутите като начин за набавяне на кожи. По-късно отношенията започват да загрубяват, когато колонизирането на алеутите и насилственото им изнудване и малтретиране е начинът за снабдяване с кожи. Множество алеути биват убити директно или умират от болести донесени от руснаците . Според собствените данни на руснаците алеутското население е намалено десетократно – от 20 000 до 2000 души.. През 1799 година, император Павел I успява да обедини конкурентите в лова на кожи в Руско-американска компания, ползваща се с императорски привилегии и протекции, което полага началото на монопол върху правата за търговия с кожи и териториалните претенции свързани с тях. По времето на Александър I, администрацията на тази търговска компания се предава на императорския флот, поради множеството оплаквания за издевателства над местното население, което е в разрез с приетия закон през 1818 за даване на руско гражданство и права на местните жители на Аляска . Други народи започват лов на юг в ареала на морската видра. По протежение на северноамериканското крайбрежие, около Мексико и Калифорния, испанските завоеватели изкупуват кожи от местните индианци и ги продават на пазарите в Азия . През 1778 година, британският изследовател капитан Джеймс Кук, достигайки остров Ванкувър, купува кожи от местното население , а по-късно на китайските пристанища успява да продаде кожите на изключително високи цени, което скоро печели славата им на „меко злато“. Постепенно различни хора от Европа и Северна Америка, започват да се занимават с лов и търговия на кожи в северния Тих океан .
Руският лов започва също да се премества на юг. Това става първоначално като набиране на персонал сред руснаците и алеутите, от американските търговски кораби  по бреговете на Вашингтон, Орегон и Калифорния. Между 1803 и 1846 година, американските кораби събират около 40 000 кожи и опашки от морски видри, в сравнение с тринадесетте кораба на руско-американската компания, която добива 5696 кожи в периода 1806 – 1846 година  През 1812 година руснаците основават селище, днес известно като Форт Рос, в Северна Калифорния, което е имало функцията на южен търговски център . Постепенно популацията на морските видри започва да намалява, което прави търговския лов икономически неизгоден. Около Алеутските острови, ловът на морски видри спира през 1808, като стъпка към опазване на популацията, предприета от руско-американската компания . По-сериозни мерки са предприети от компанията през 1834 година . Когато Русия продава Аляска на САЩ през 1867 година, популацията на морски видри в Аляска е възстановена до около 100 000 екземпляра, но американците започват отново да ловуват, което води до повторното унищожаване на морските видри . Цените на кожите се покачват, тъй като видът става рядък, като например през 80-те години на 19 век, цената за кожа на лондонския пазар е била между 105 и 165 долара, а през 1903 се покачва на 1125 долара . През 1911 година, Русия, Япония, Великобритания – от името на Канада, както и САЩ, подписват спогодба за спиране лова на морски видри . Предполага се, че морските видри са наброявали едва 1000 до 2000 индивида, което е причина за сериозни опасения за изчезване на вида .